# Vysoký Újezd (Hradec Králové)
Vysoký Újezd é uma comuna checa localizada na região de Hradec Králové, distrito de Hradec Králové‎.